# 徳島海軍航空隊
徳島海軍航空隊（とくしまかいぐんこうくうたい）は、日本海軍の部隊の一つ。徳島県板野郡松茂村に開隊した。

## 概要
戦闘機専修搭乗員の教育を推進するため、実用機練習を推進した。しかし決戦体制に移行した1945年（昭和20年）3月以降は、特攻実施部隊となって沖縄戦に参加した。開戦直後からの南方侵攻作戦は順調に推移し、戦線の拡大にともなって航空隊の増設が急がれた。そこで1941年（昭和16年）に完成した徳島飛行場に練成航空隊を開き、戦闘機の実用機訓練隊として徳島空を開隊した。しかし1944年（昭和19年）に入ると、偵察専修生の初歩訓練部隊に改変され、やがて低速の白菊による特攻作戦に従事するようになる。白菊隊は高知海軍航空隊との連合隊で、沖縄戦後期に特攻作戦を実施した。

## 沿革
- 1942年（昭和17年）
  - 4月1日 - 開隊、練習連合航空総隊第十二連合航空隊隷下。土浦海軍航空隊より予科練丙飛第6期30名入隊、第23期飛行練習生として訓練開始
  - 11月3日 - 土浦空より予科練甲飛10期150名入隊、飛練32期生として訓練開始
- 1943年（昭和18年）11月1日 - 飛練32期生第一陣卒業
- 1944年（昭和19年）2月 - 偵察専修生の訓練開始
- 1945年（昭和20年）
  - 3月1日 - 作戦実施部隊に改編、第十航空艦隊指揮下に入る。夜間特攻訓練を開始
  - 4月1日 - 第三航空艦隊第十二航空戦隊に転籍
  - 5月5日 - 白菊全機を特攻機に指定、特攻訓練開始
  - 5月22日 - 特攻隊、鹿屋飛行場に進出
  - 5月24日 - 「菊水七号作戦」発動。高知海軍航空隊と共同で白菊20機出撃。揚陸艦・輸送駆逐艦各1撃破、8機未帰還
  - 5月25日 - 「菊水七号作戦」続行。高知空と共同で出撃したが、天候不良で断念。10機未帰還
  - 5月27日 - 「菊水八号作戦」発動。白菊20機出撃。駆逐艦ドレクスラー撃沈
  - 6月25日 - 「神風特攻隊徳島第五白菊隊」出撃。戦果なし
  - 6月26日 - 鹿屋飛行場白菊隊、全機出撃。戦果なし
- 戦後解隊

6月の段階で白菊隊は全滅し、徳島の本隊も稼動機は払底しており、以後は航空隊としての活動は皆無に近い。

## 戦後の徳島飛行場

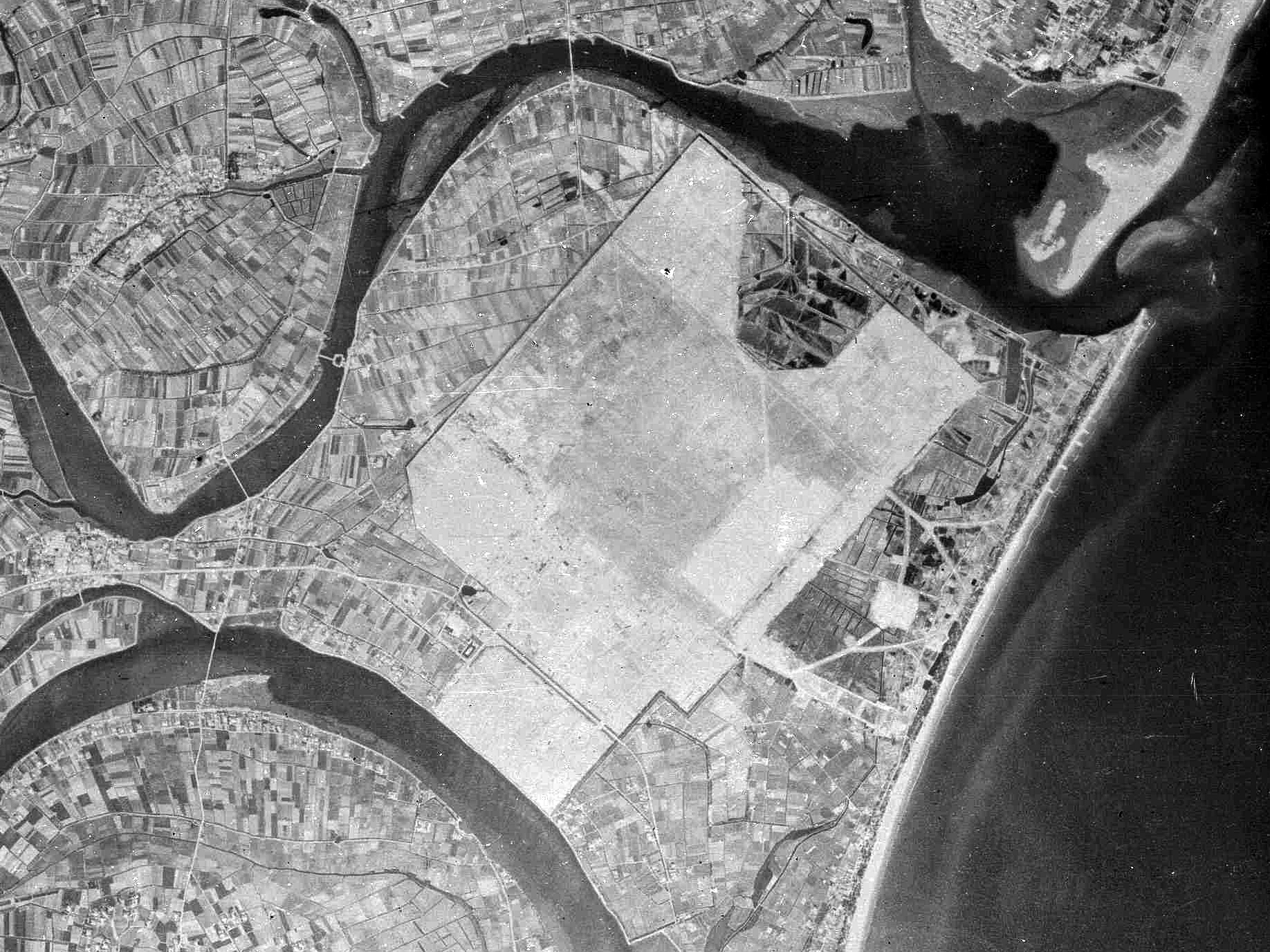
徳島飛行場の空中写真（1947年）
現在の徳島飛行場の一部となっている。

連合軍の接収を経て、民間と海上自衛隊の共用飛行場として活用されている。同じく海軍の小松島海軍航空隊跡地を活用する小松島航空基地は徳島基地より7年後の1965年（昭和40年）に設置された。小松島の部隊が哨戒ヘリコプターを主とした実戦部隊であるのに対し、海上自衛隊徳島航空基地部隊は当初、S2F-1による対潜哨戒部隊であったが、1973年（昭和48年）より第202教育航空隊を主力とした教育部隊に代わり、離着陸訓練を頻繁に行った。このため、民間航空機の就役数は四国最低にもかかわらず、トータルの離着陸回数は四国随一となっており、訓練の激しさをうかがわせる。なお、2005年（平成17年）には50万時間無事故記録を達成し、更新を続けている。

## 主力機種
- 九六式艦上戦闘機…戦闘専修生練習隊時代の練習機。
- 白菊…偵察専修生練習隊時代の練習機および特攻機。

## 歴代司令
- 小西成三 大佐：昭和17年4月1日－
- 不明：昭和17年12月10日－
- 高橋農夫吉 大佐：昭和18年7月15日－
- 川元徳太郎：昭和18年10月1日－戦後解隊